# English Premiership

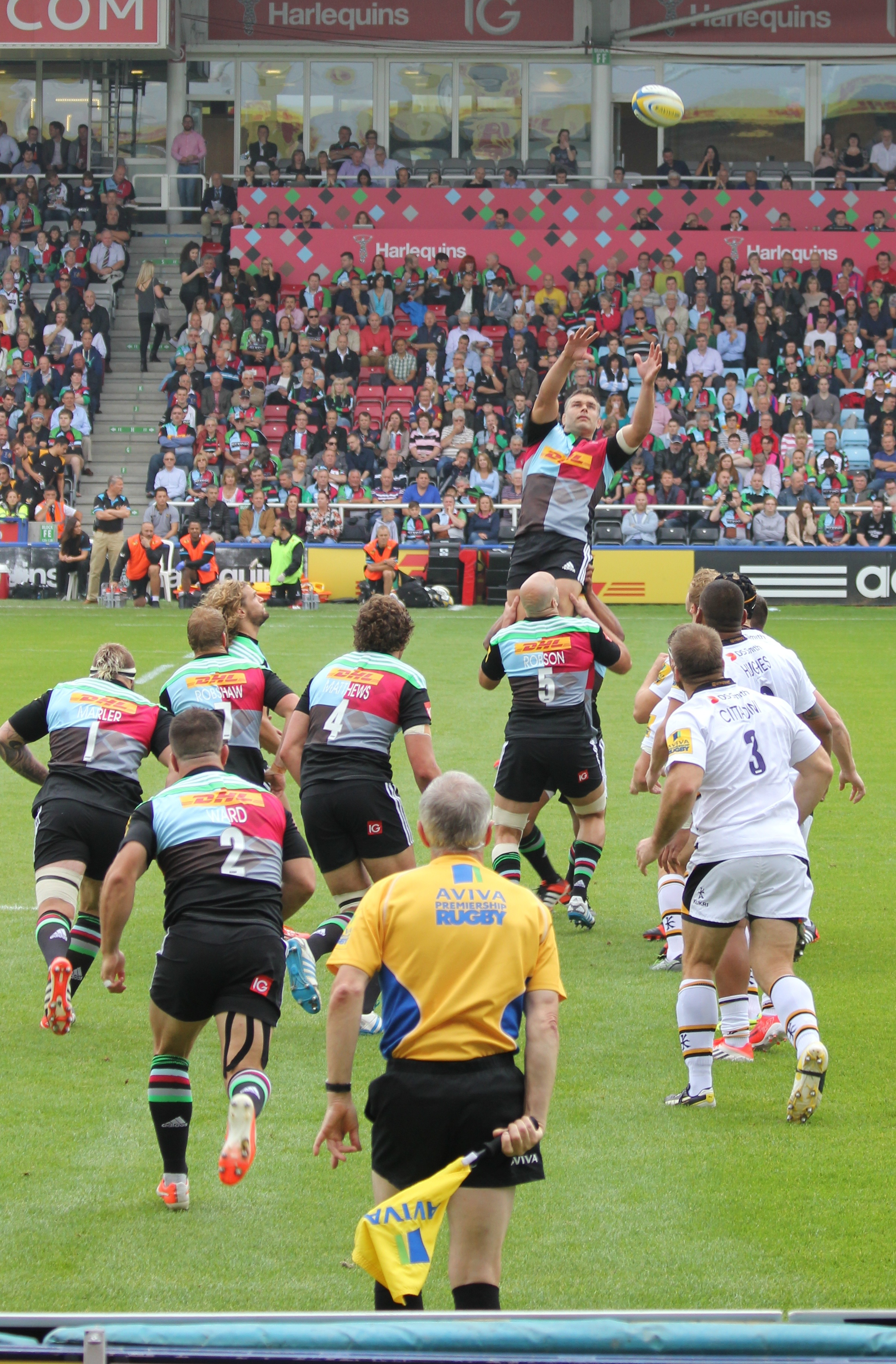
Zápas Harlequins-Wasps, září 2014

English Premiership (aktuální sponzorský název Aviva Premiership Rugby) je nejvyšší anglická ligová soutěž v rugby union.

## Hrací systém
Hraje se od září do května, účastní se jí dvanáct klubů, které se utkají každý s každým doma a venku, nejlepší čtyři postupují do play-off. Poslední v tabulce sestupuje přímo do druhé ligy RFU Championships a je nahrazen jejím vítězem. Zápasy jsou bodovány následujícím způsobem: čtyři body za vítězství, dva body za remízu, jeden bod za prohru o sedm bodů a méně, žádný bod za vyšší prohru. Jeden bonusový bod získává tým, který v zápase položí alespoň čtyři pětky. Šest nejlepších klubů konečného pořadí postupuje do European Rugby Champions Cup.

## Historie
Vedení anglického ragby se dlouho bránilo zřízení celostátní pravidelné ligy z obavy, že by to narušilo gentlemanský charakter hry. Teprve v roce 1971 se začal hrát pohár Anglo-Welsh Cup a v roce 1987 byl zaveden ligový systém, do něhož se zapojilo okolo tisíce klubů. Dvanáctičlenná nejvyšší divize dostala název Courage League. V roce 1996 přešla liga na profesionalismus, existuje však pravidlo, že klub nesmí za výplaty hráčů utratit více než 4,76 milionu liber ročně. V roce 2000 byla zavedena vyřazovací soutěž pro osm nejlepších týmů po základní části, v roce 2003 byl počet jejích účastníků snížen na čtyři. V roce 2015 bylo navrženo rozšíření ligy na čtrnáct týmů a její uzavření.

## Účastníci 2014/15
- Bath Rugby
- Exeter Chiefs
- Gloucester Rugby
- Harlequins (Londýn)
- Leicester Tigers
- London Irish
- London Welsh
- Newcastle Falcons
- Northampton Saints
- Sale Sharks
- Saracens (Londýn)
- Wasps (Coventry)

## Seznam vítězů ligy
- 1987/88: Leicester Tigers
- 1988/89: Bath Rugby
- 1989/90: Wasps
- 1990/91: Bath Rugby
- 1991/92: Bath Rugby
- 1992/93: Bath Rugby
- 1993/94: Bath Rugby
- 1994/95: Leicester Tigers
- 1995/96: Bath Rugby
- 1996/97: Wasps
- 1997/98: Newcastle Falcons
- 1998/99: Leicester Tigers
- 1999/00: Leicester Tigers
- 2000/01: Leicester Tigers
- 2001/02: Leicester Tigers
- 2002/03: Wasps (vítěz základní části Gloucester)
- 2003/04: Wasps (vítěz základní části Bath)
- 2004/05: Wasps (vítěz základní části Leicester)
- 2005/06: Sale Sharks
- 2006/07: Leicester Tigers (vítěz základní části Gloucester)
- 2007/08: Wasps (vítěz základní části Gloucester)
- 2008/09: Leicester Tigers
- 2009/10: Leicester Tigers
- 2010/11: Saracens (vítěz základní části Leicester)
- 2011/12: Harlequins
- 2012/13: Leicester Tigers (vítěz základní části Saracens)
- 2013/14: Northampton Saints (vítěz základní části Saracens)
- 2014/15: Saracens (vítěz základní části Northampton Saints)
- 2015/16: Saracens
- 2016/17: Exeter Chiefs (vítěz základní části Wasps)
- 2017/18: Saracens (vítěz základní části Exeter Chiefs)
- 2018/19: Saracens (vítěz základní části Exeter Chiefs)
- 2019/20: Exeter Chiefs
- 2020/21: Harlequins (vítěz základní části Bristol)
- 2021/22: